# Alaa Mayhoub
Alaa Mayhoub (Egipto, 1 de septiembre de 1962) es un exfutbolista de Egipto que jugaba en la posición de centrocampista.

## Carrera

### Club
| Periodo   | Club         |
| --------- | ------------ |
| 1981-1992 | Al-Ahly SC   |
| 1992-1993 | Olympic Club |

### Selección nacional
Jugó para Egipto en 17 ocasiones de 1984 a 1990 y anotó tres goles; participó en la Copa Mundial de Fútbol de 1990 y en la Copa Africana de Naciones 1986.

## Logros

### Club
- Primera División de Egipto (5): 1981–82, 1984–85, 1985–86, 1986–87, 1988–89
- Copa de Egipto (6): 1982–83, 1983–84, 1984–85, 1988–89, 1990–91, 1991–92
- Copa Africana de Clubes Campeones (2): 1982, 1987
- Recopa Africana (3): 1984, 1985, 1986
- Copa Afro-Asiática (1): 1988

### Selección nacional
- Copa Africana de Naciones (1): 1986